# Laguna Colorada
Laguna Colorada (đầm phá đỏ) là hồ muối cạn ở Bolivia, nằm trong vườn dự trữ sinh quyển quốc gia Eduardo Avaroa Andean và gần với biên giới Chile. Hồ rộng 60 km², có chiều dài 10,7 km, rộng 9,6 km, độ sâu trung bình là 35 cm và điểm sâu nhất của hồ đạt 1,5m. Hồ nằm ở phía nam của cao nguyên Altiplano trong tỉnh Sur Lípez thuộc vùng Potosí ở độ cao 4278 m so với mực nước biển.
Hồ này có đảo borac (hàn the), có màu trắng tương phản với màu đỏ của vùng nước, đó là do trầm tích màu đỏ và màu của một số loại tảo.
Hồ được biết đến với số lượng lớn chim hồng hạc của ba loài hồng hạc Chile, Andes và James.
Laguna Colorada ở nơi hẻo lánh và do đó chỉ có thể truy cập bằng các chuyến xe jeep từ Uyuni, Tupiza hoặc San Pedro de Atacama.

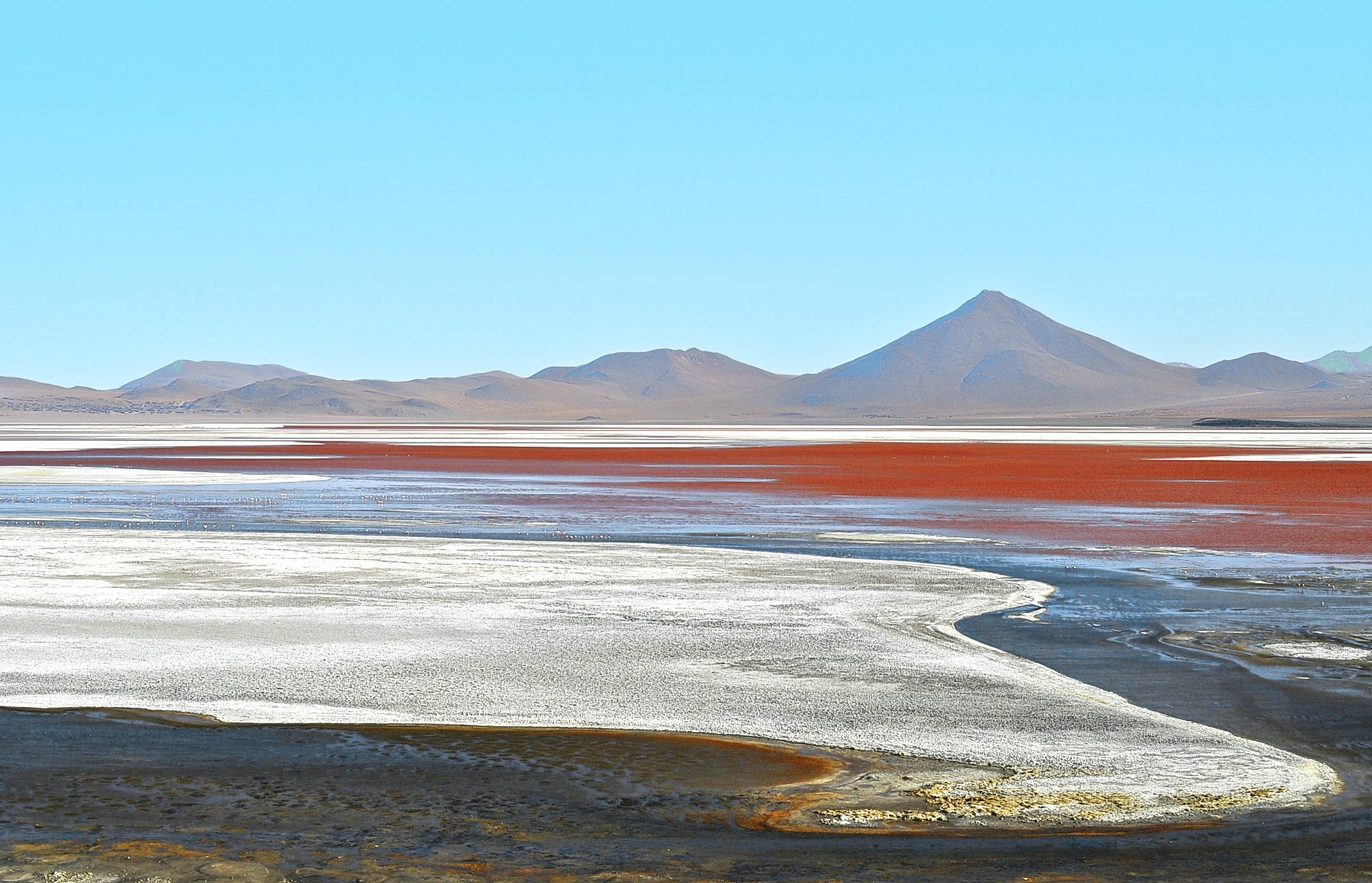
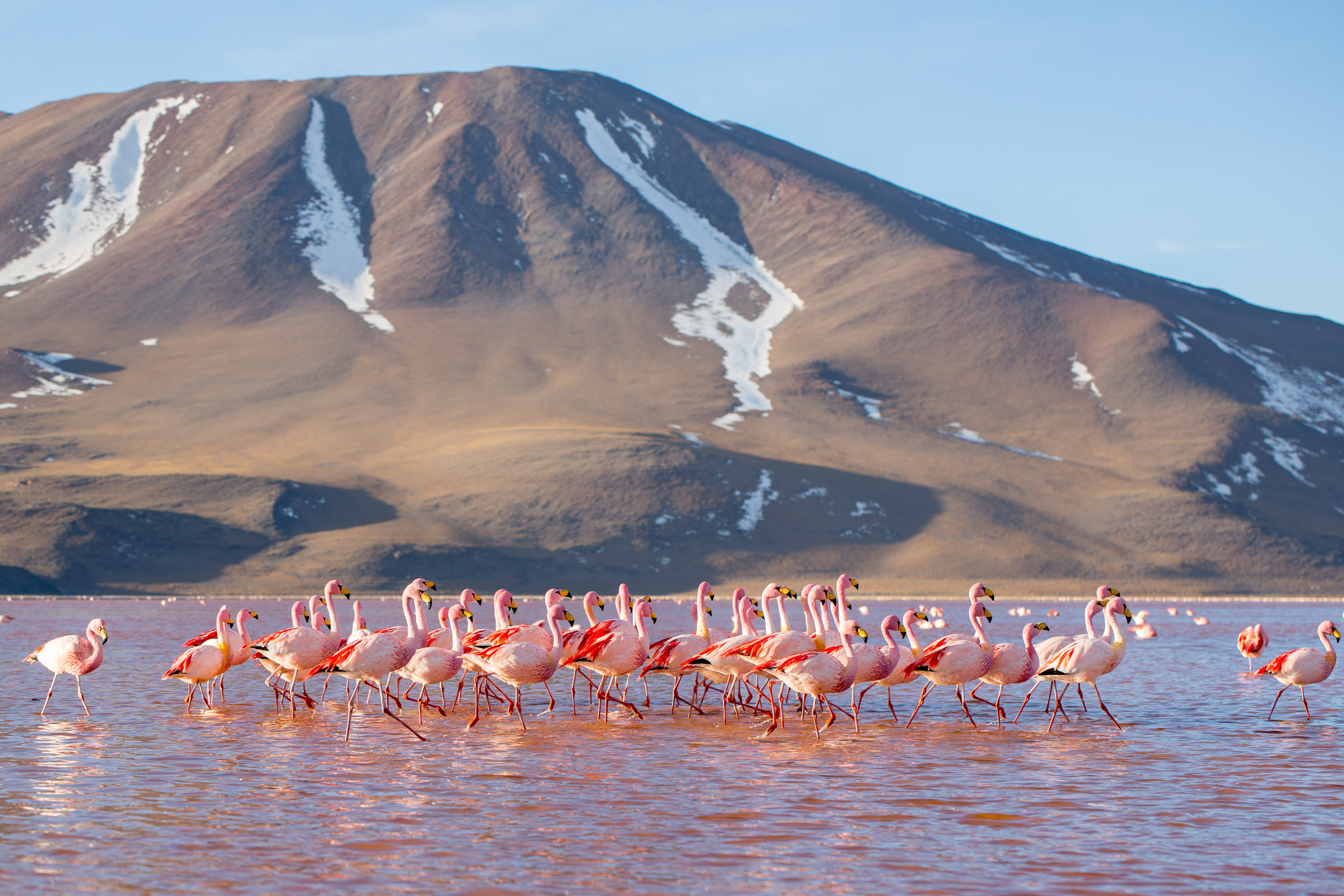
Những con Hồng hạc James
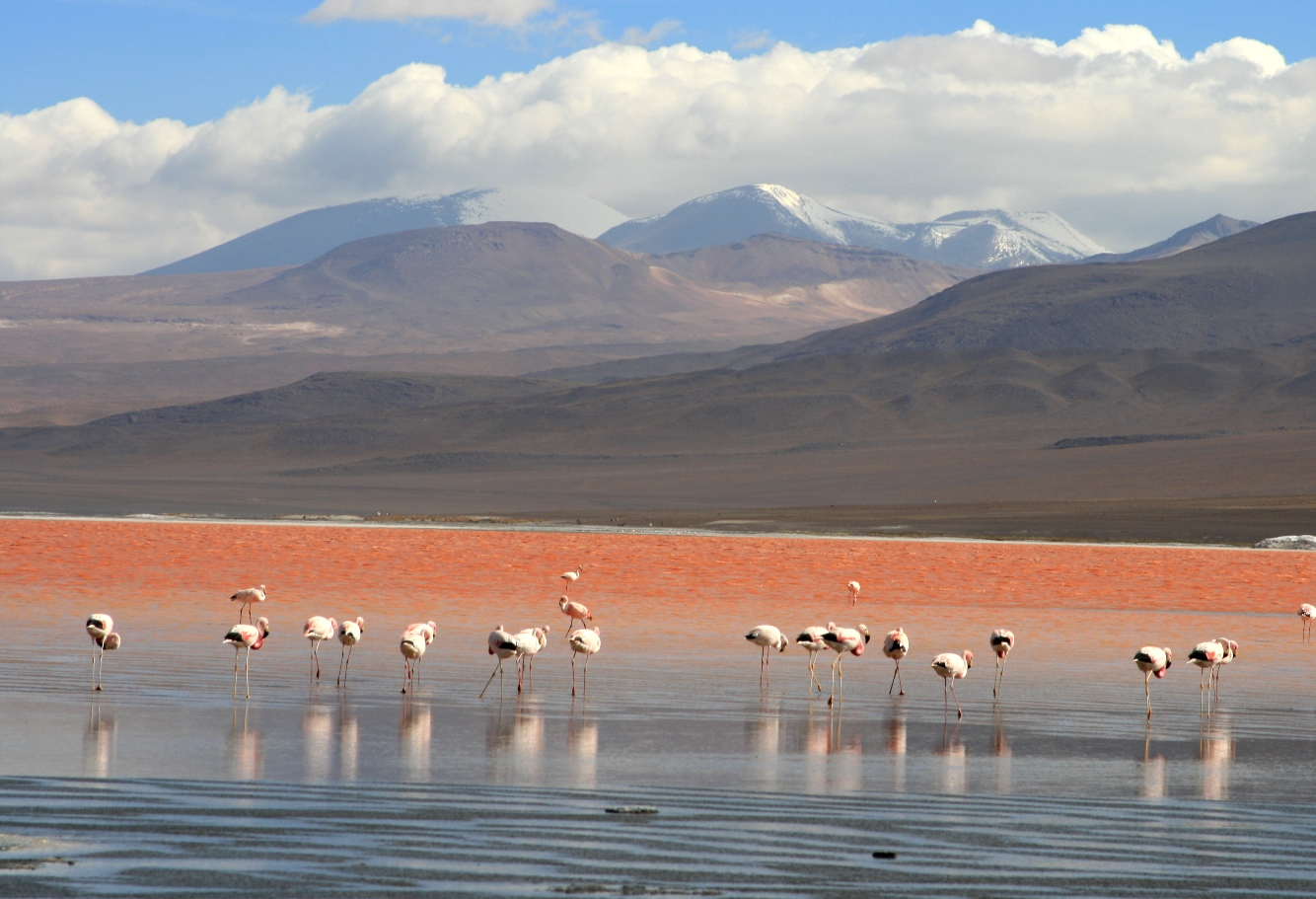
Hồng hạc Andes
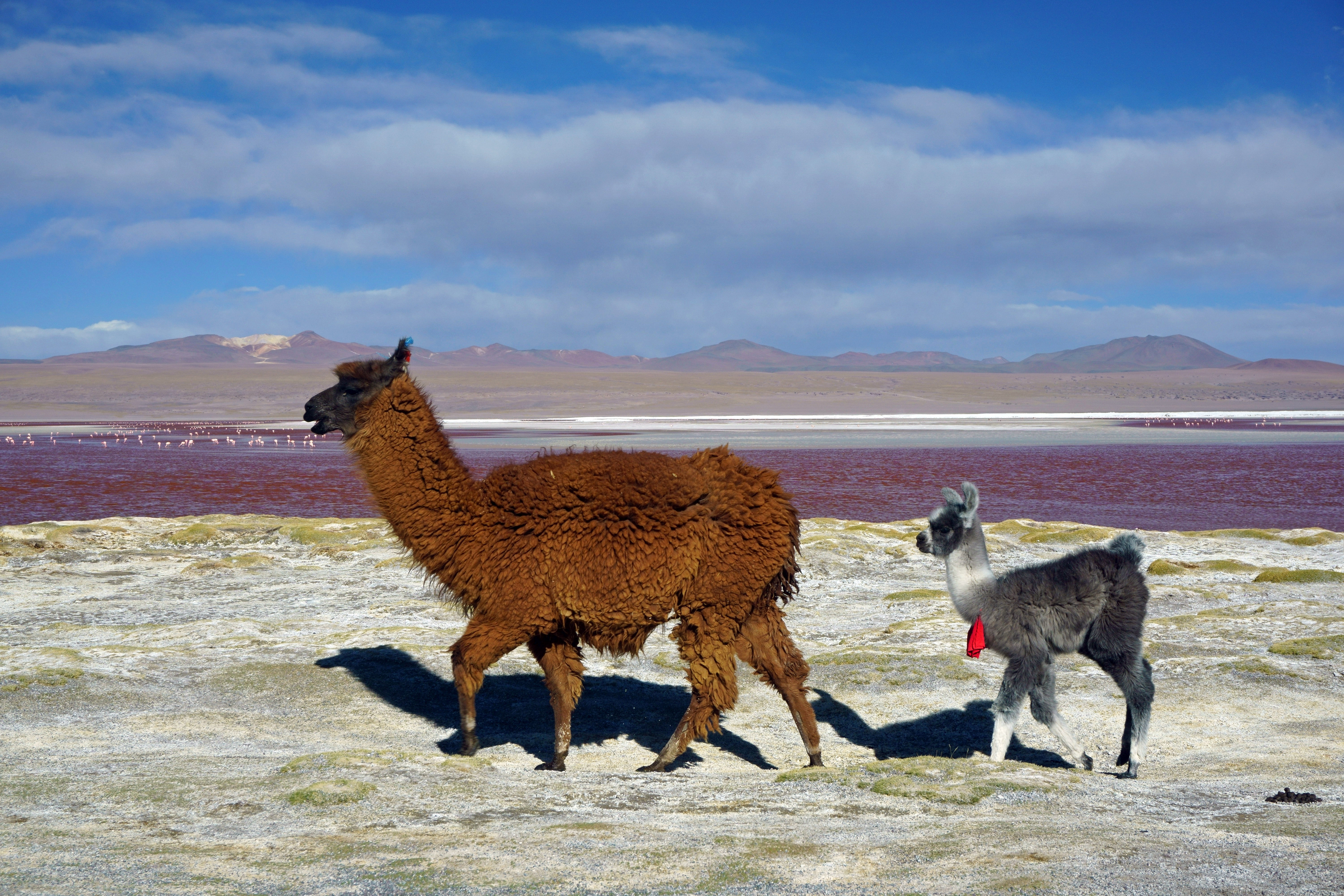
Hai mẹ con lạc đà không bướu
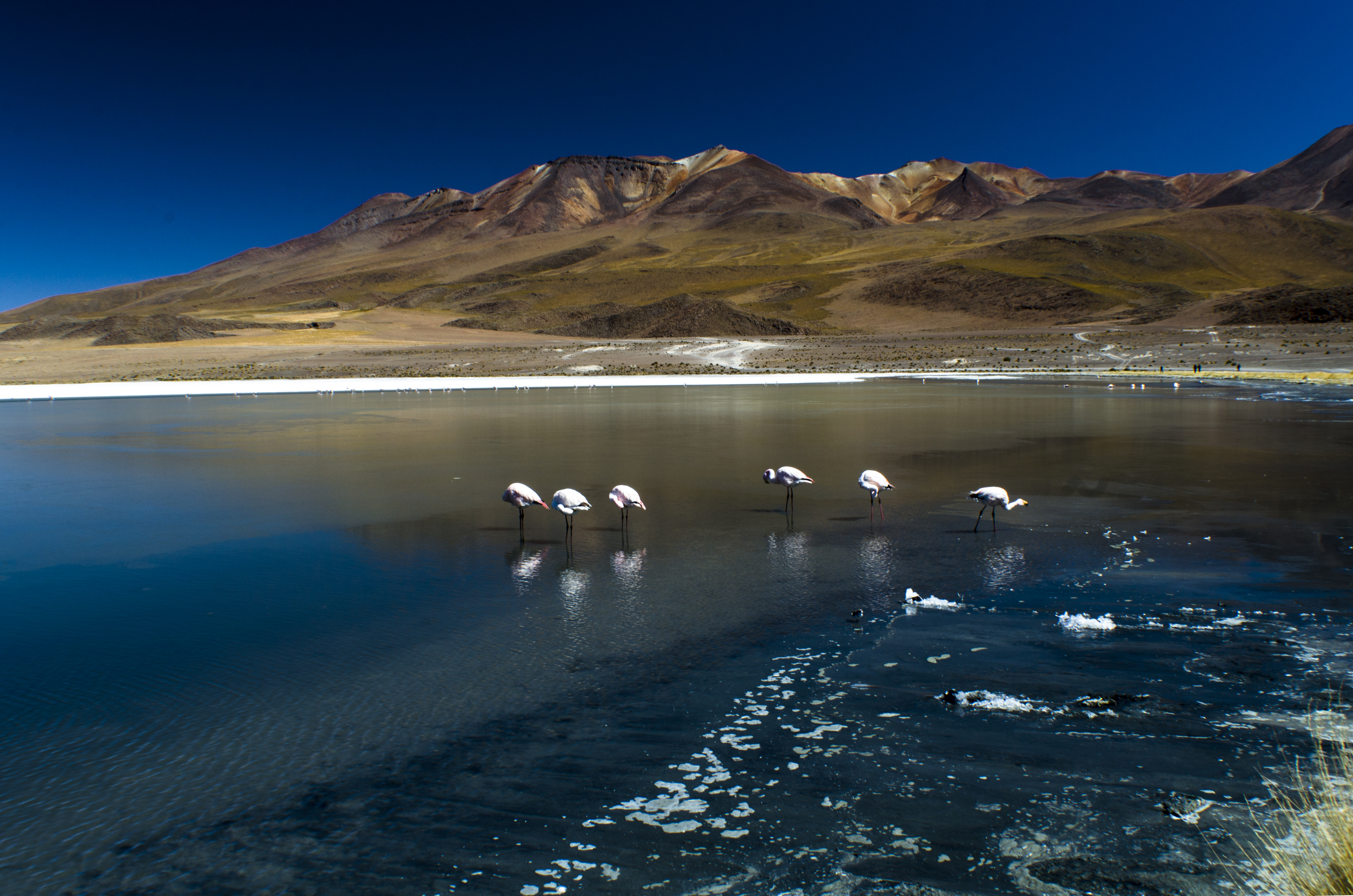
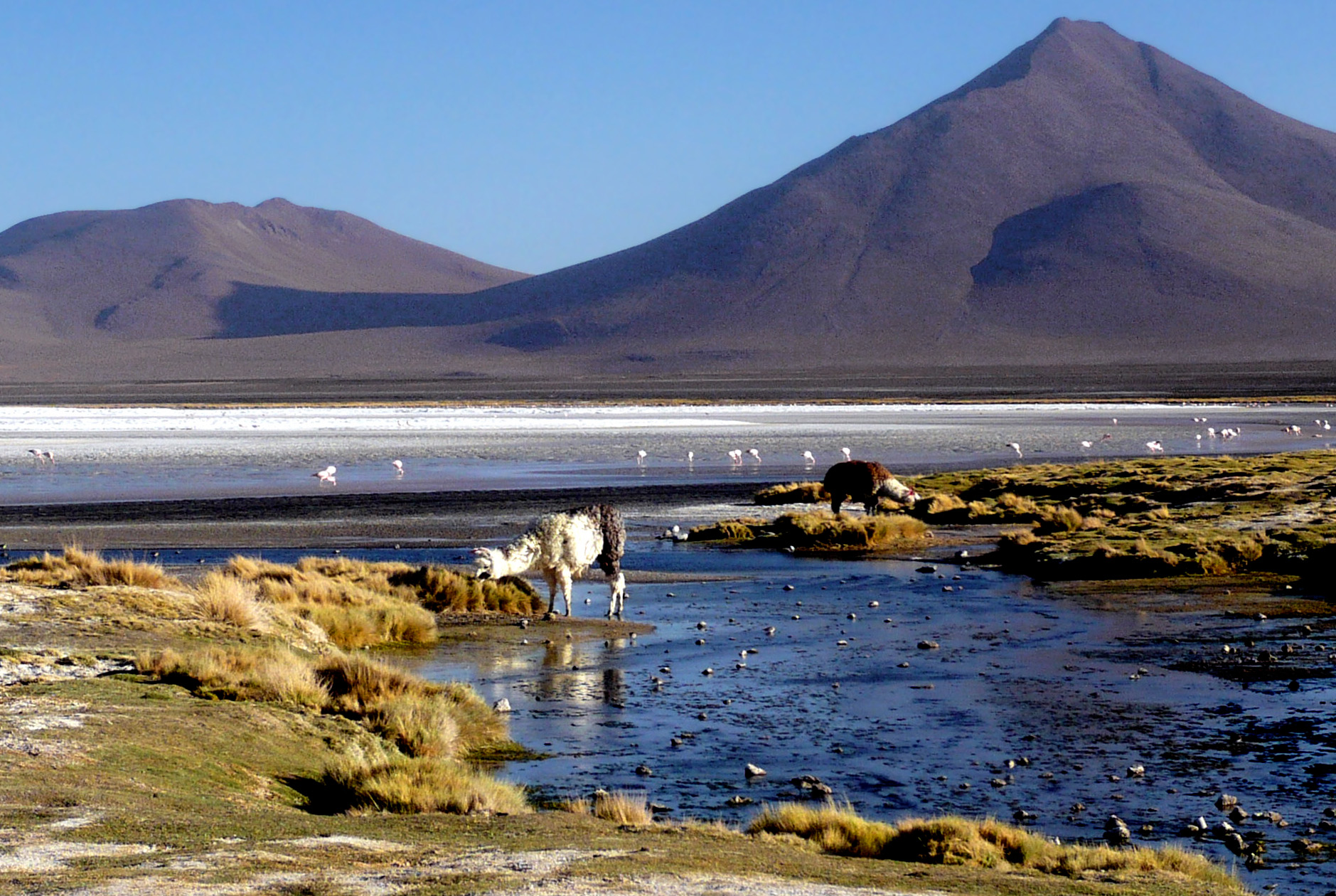
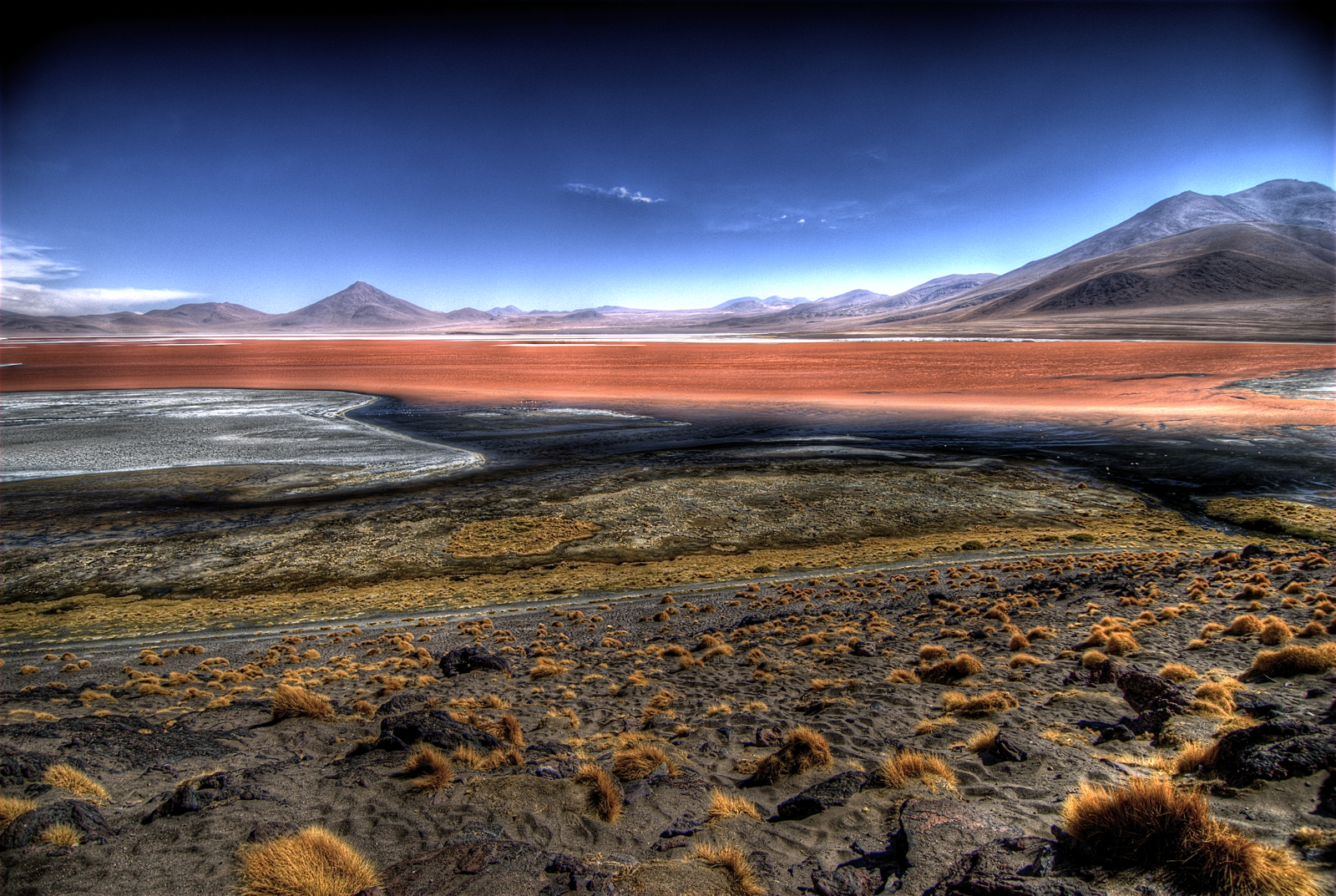